# دکستر گوردون
دکستر گوردون (انگلیسی: Dexter Gordon؛ زاده ۲۷ فوریهٔ ۱۹۲۳ درگذشته ۲۵ آوریل ۱۹۹۰)
هم مانند مایلز دیویس در خانواده ای از طبقهٔ متوسط (در لس آنجلس) به دنیا آمد، جایی که او به دلیل دور بودن از مرکز موسیقی جَز در دههٔ ۳۰، آن را تقریباً مانند «زندگی در اروپا» می‌دانست!
او که در ابتدا مانند دیگر نوازندگان ساکسفون تنور، کلمن هاوکینز را به عنوان الگو برای بداهه نوازی هارمونیک خود انتخاب کرد، اولین بار بعد از شنیدن صدای ساکسفونِ لستر یانگ در سال ۱۹۳۹ که به همراه گروه کانت بیسی به لس آنجلس آمده بود، شیفتهٔ "شیوهٔ تلخ و شیرین (bittersweet)" او شد. او دربارهٔ لستر می‌گوید: "لستر یک روش برای گفتن یک داستان با هرچیزی که می‌نواخت داشت."
به دکستر گوردن به دلیل قد بلندش، لقب "Long Tall Dexter" داده بودند و هم چنین دارای شوخ‌طبعی خاص خود بود که حتی موسیقی اش نیز از این ویژگی بهره می‌برد.
در دههٔ ۴۰ با ورود به نیویورک، با چارلی پارکر و بی باپ آشنا شد. او ملودی‌های موجز یانگ را با هارمونی پیشرو و ریتم‌های نامتقارن چارلی پارکر ترکیب کرد که حاصل آن، صدایی شفاف و مسحورکننده بود. دکستر هم مانند مایلز، گرفتار وجه تاریک زندگی بِرد، یعنی هروئین شد که موجب شد دههٔ بعدی برای او به دلیل محکومیت‌های مکرر، تبدیل به فاجعه شود.
اما او توانست در دههٔ ۶۰ جایگاه خود را به عنوان یکی از برترین نوازندگان ساکسفون نسل خود، با آلبوم‌های شاهکار Go! و Our man in Paris (طی همکاری با کمپانی بلونت) تثبیت کند.
دکستر بمدت ۱۴ سال، در اروپا (پاریس و کوپنهاگ) ساکن شد. (همانند بسیاری از نوازندگان دیگر سیاهپوست که اروپا برای آن‌ها به دلیل تبعیض نژادی در آمریکا مثل یک "پناهگاه آسوده" بود) و در سال ۱۹۷۶ با اجرا در کافهٔ ویلیج ونگارد و آلبوم "Homecoming" بازگشتی رؤیایی به نیویورک داشت. او که سال ۱۹۹۰ از دنیا رفت، بر روی نوازنده‌های زیادی از جمله جان کولترین و سانی راولینز (به اذعان خودشان) تأثیر گذاشت.
او در سال ۱۹۸۹ با توانست با بازی در فیلم نزدیک نیمه شب (به کارگردانی برتران تاورنیه) کاندید اسکار شود.